# Spider Glass
Spider Glass (někdy rovněž Spiderglass) je umělecká sklářská huť v obci Heřmanice, na severu České republiky ve Frýdlantském výběžku Libereckého kraje. Založil ji Josef Novotný v roce 1990. Sklárna se věnuje ruční výrobě sklářských výrobků a doplňků či šperků. Pro vypalování svých produktů může huť využít jednu z největších sklářských pecí, které se v České republice nacházejí. Ta umožňuje vytvářet výrobky technologií fusingu. V roce 2010 ji během srpna vyplavila voda z potoka Oleška, jenž v okolí dílny protéká, nicméně z napáchaných škod se sklárna dokázala vzpamatovat a je i nadále v provozu.
Pravidelnou akcí pořádanou vždy o adventních víkendech jsou sklářské trhy pořádané přímo ve sklárně. Jsou na nich prezentovány výrobky sklárny, které je možné si zakoupit. Součástí trhů jsou rovněž vystoupení živé hudby, a to jak z České republiky, tak například také z Polska. Dále je možné ochutnat výrobky studentů gastronomického oboru Střední školy hospodářské a lesnické z Frýdlantu.
Ve sklárně se též nacházejí Hammondovy varhany, které si majitel sklárny Josef Novotný, jakožto fanoušek jazzu, pořídil coby splnění svého životního snu. V rozhovoru daném periodiku v roce 2012 vzpomínal, že krátce před tímto rokem byl jediným majitelem tohoto hudebního nástroje v celé České republice.